# Oulmes (Marroc)
Oulmes (en àrab ولماس, Walmās; en amazic ⵡⴰⵍⵎⴰⵙ) és una comuna rural de la província de Khémisset, a la regió de Rabat-Salé-Kenitra, al Marroc. Segons el cens de 2014 tenia una població total de 18.786 persones.